# Oscar Cantoni
Oscar Cantoni (Lenno, 1950. szeptember 1. –) olasz katolikus pap, a Comói egyházmegye püspöke, bíboros. 2005 és 2016 között a Cremai egyházmegye püspöke volt.

## A kezdetek
Lennóban született, és nyolcéves korában családjával a közeli Tremezzóba költözött. Miután 1970-ben befejezte tanulmányait a szomaszkai rend által alapított Pontificio Collegio Gallióban, belépett az egyházmegyei szemináriumba, hogy teológiát tanuljon. 1975. június 28-án szentelte a Comói egyházmegye papjává Teresio Ferraroni püspök.
1982-ig a muggiói Santa Maria Regina plébánián végzett lelkipásztori szolgálatot. Ezután a comói Plinius Műszaki Intézetben tanított hittant. 2000. július 11-én II. János Pál pápa az Őszentsége tiszteletbeli prelátusa címet adományozta neki. 2003-tól 2005-ig a Comói egyházmegye papságért felelős püspöki helynöke volt.

## Püspöki szolgálat
II. János Pál pápa 2005. január 25-én kinevezte a Cremai egyházmegye püspökévé, március 5-én pedig püspökké szentelték.
Cantoni a Lombardiai Püspöki Konferencia megbízásából a megszentelt életért felelős küldöttje és a CEI püspöki bizottságának tagja lett. Emellett 2005. június 16-án lelkipásztori látogatásra jelölték az összes olasz szemináriumba.
2007. október 12-én Cantoni első lelkipásztori látogatása volt, és engedélyt kapott arra, hogy az egyházmegye valamennyi plébániáján megjelenjen. Az engedély 2011-ben megszűnt.
2009-ben, két év intenzív előkészítő munka után az Uni-Cremában, „a felnőttek szabadegyetemén”, „hozzájárult a kulturális és társadalmi polgárság előmozdításához” a „keresztény humanizmus és a keresztény hagyományok” barázdájában. 2010 szeptemberében ő lett az első püspök Olaszországban, aki megszervezte és elindította az „ifjúsági misszió” egyházmegyei misszióját, „Isten kegyeltjeinek” békés invázióját, hogy az Ő barátságát és jótéteményét ne csak a templomokban, hanem éjszakai klubbokban, színházakban, a sporton és más egyéb helyeken közvetítse.
Lelkipásztori látogatásának végén, 2011-ben egyházi közgyűlést szervezett, „hogy felkészítsük egyházunkat az előttünk álló időkre”, amely nyitott volt az egyházmegye minden részének: papok, egyesületek, csoportok és egyéni hívek számára. Ennek jellemzője egy nyilvános beszélgetés volt, amely három estén zajlott, március 17-től 19-ig, április 10-i záróünnepséggel.
2010. november 21-én megkapta a Szent Sír Lovagrend nagytiszti jelvényét és John Patrick Foley bíboros, a rend nagymestere rendeletével kinevezte az észak-olaszországi hadnagyság nagypriorává.
Ferenc pápa 2016. október 4-én kinevezte a Comói egyházmegye püspökévé, mely tisztségbe november 27-én iktatták be.
2022 májusában a pápa bejelentette, hogy a 2022. augusztus 27-i konzisztóriumon bíborossá kreálja, a konzisztóriumon a Santa Maria Regina Pacis a Monte Verde templomot jelölték ki címtemplomául.
2022. július 13-án Ferenc pápa kinevezte a Püspöki Dikasztérium tagjává.